# Wiesengrundschule (Worms)

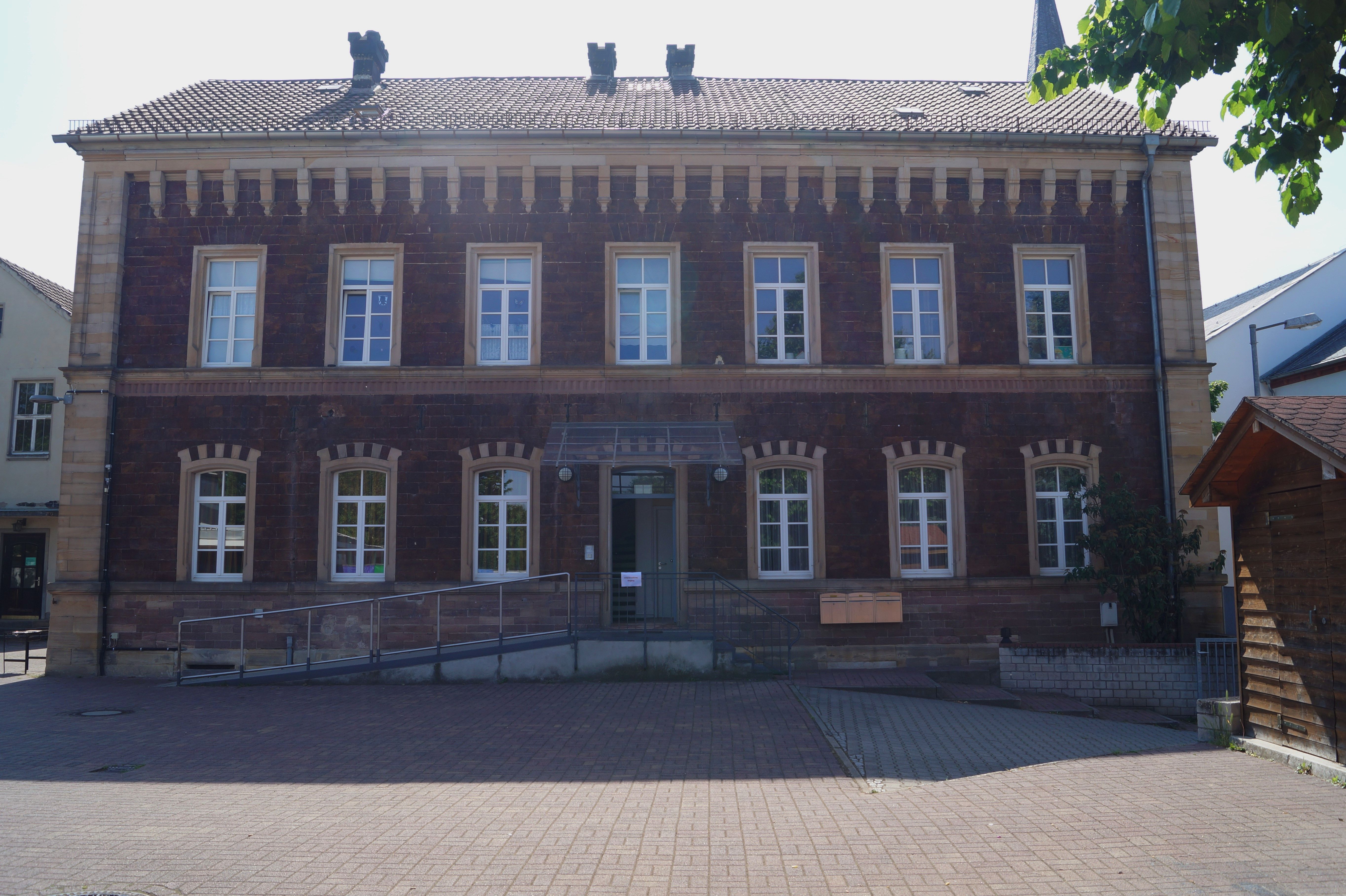
Wiesengrundschule

Das ehemalige Gebäude der Wiesengrundschule steht im Wormser Stadtteil Heppenheim und ist ein geschütztes Kulturdenkmal.

## Geschichte
Das in den Jahren 1856/57 aus mehrfarbigem, gegliederten Sandstein errichtete, 7-achsige Gebäude steht im Wormser Stadtteil Heppenheim am Kirchhofplatz 9. Ursprünglich beinhaltete das Haus, das im Stil des Neuklassizismus errichtet wurde, auch Lehrerwohnungen.
Westlich grenzt das Gebäude an den Kirchhofplatz, wo es, neben seinem Status als Einzeldenkmal, gemeinsam mit der evangelischen Pfarrkirche und dem evangelischen Pfarrhaus ein Ensembledenkmal um das Heppenheimer Kriegerdenkmal bildet.

## Aktuelle Entwicklung
Das Gebäude, dessen Räume im Erdgeschoss barrierefrei zu erreichen sind, wird heute als Standort der Heppenheimer Ortsverwaltung genutzt. Das neu errichtete Schulgebäude befindet sich an der gleichen Adresse und beherbergt eine Grundschule.
2010 hat die Stadt Worms vom rheinland-pfälzischen Ministerium für Umwelt, Forsten und Verbraucherschutz im Rahmen der Aktion „Kinderfreundliches Rheinland-Pfalz – Politik für und mit Kindern“ 14.790 Euro mit der Auflage erhalten, diese Summe zur naturnahen Umgestaltung des Schulhofes zu verwenden und dabei vorhandene Sträucher und Bäume zu schonen.
Die Turnhalle wird seit November 2015 als Unterkunft für Kriegsflüchtlinge aus Syrien genutzt. Der Sportunterricht für die Schulkinder bleibt nach Aussage des amtierenden Wormser Oberbürgermeisters Michael Kissel dennoch auch weiterhin gewährleistet.